# Heinrich-Fischer-Bad

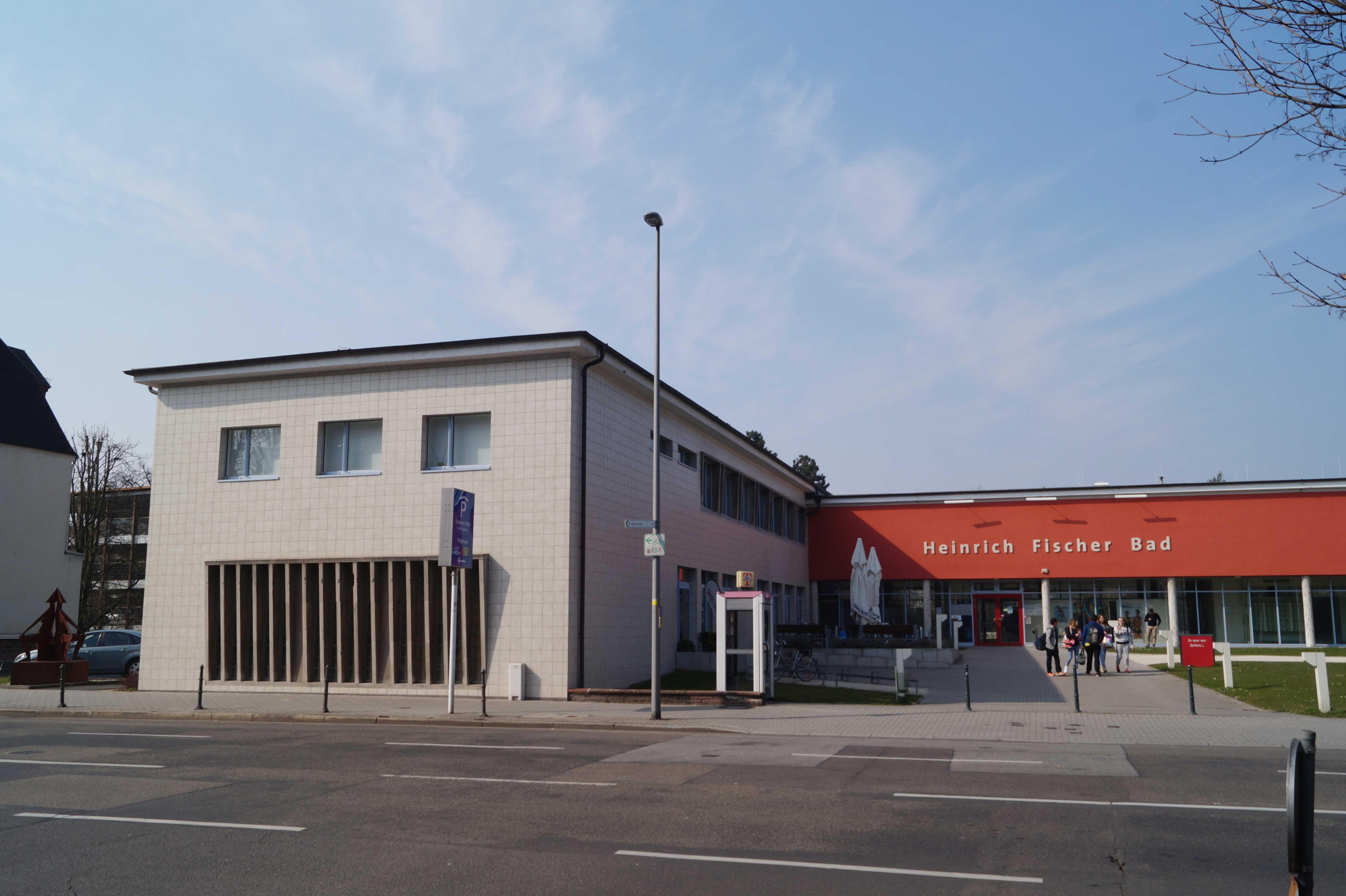
Saunatrakt und Eingangsbereich von der Eugen-Kaiser-Straße

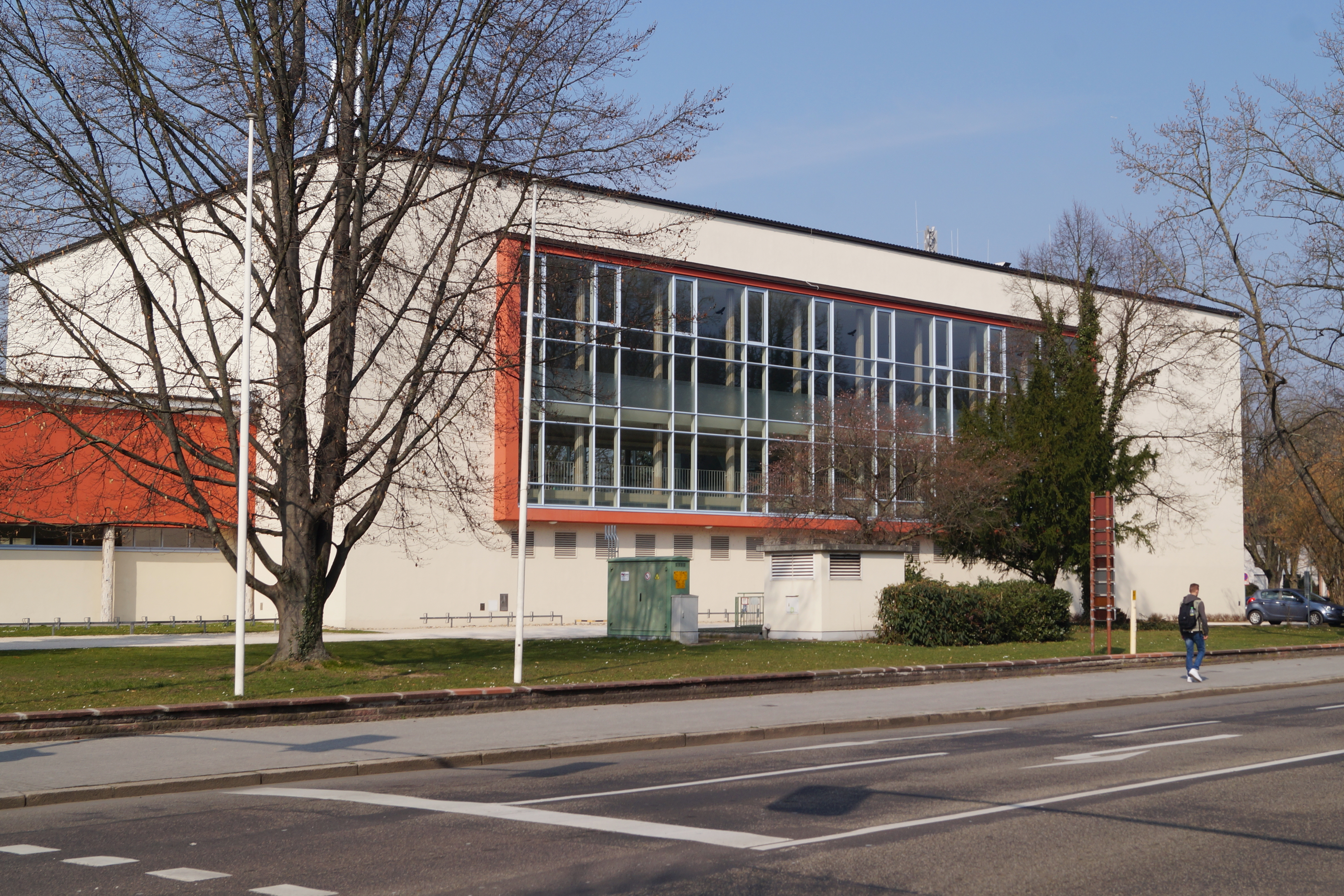
Ansicht der Schwimmhalle von Süden

Das Heinrich-Fischer-Bad ist ein Hallen- und Freibad in der Stadt Hanau in Hessen und neben dem Lindenaubad in Großauheim eines von zwei öffentlichen Badeanlagen der Stadt.

## Geografische Lage
Das Bad liegt nördlich des Schlossgartens zwischen der Eugen-Kaiser-Straße und der Kinzig. Aufgrund der Nähe zum Fluss musste das Gebäude musste erhöht angelegt werden und so befindet sich das Schwimmbecken des Hallenbades drei Meter über dem Straßenniveau.
Eigentümer ist die Hanau Bäder GmbH, die sich zu 100 % im Eigentum der Stadt Hanau befindet.

## Gebäude
Das Hallenbad verfügt über ein 25 Meter langes Schwimmbecken mit 1 und 3 Meter hohen Sprungtürmen, zudem existiert ein Kleinkinderbecken. Das Freibad ist großzügig ausgestattet mit einem Sprungbecken und einem 10 Meter hohen Sprungturm, einer 73 Meter langen Großrutsche, einem 50 Meter langen Schwimmbecken und einem 25 Meter langen Nichtschwimmerbecken. Dazu kommen Wasserkanonen, Massagedüsen, Schwallduschen, ein Strömungskanal sowie Grill- und Spielmöglichkeiten. Zudem bietet das Heinrich-Fischer-Bad auch eine Sauna an.
Für die Schwimmhalle schuf Reinhold Ewald aus kalkgebundenem Putzmörtel mehrere Großreliefs mit Sport- und Badeszenen. Sie befinden sich an den schmalseitigen Wände der Halle.

## Geschichte
Das Heinrich-Fischer-Bad entstand von 1956 bis 1959 als Projekt des damaligen Hanauer Oberbürgermeisters Heinrich Fischer. Zwei Jahre später eröffnete auch das Freibad, damit war das Heinrich-Fischer-Bad die erste Badeanlage in Deutschland, die Hallen- und Freibad miteinander kombinierte. 1974 erhielt das Bad seinen heutigen Namen, Heinrich-Fischer-Bad, was ihm die sprachliche Kurzfassung Hei.-Fisch.-Bad einbrachte.
Das markante Gebäude prägt aufgrund seiner Größe das Stadtbild. Es ist aus künstlerischen, technischen, städtebaulichen und geschichtlichen Gründen ein Kulturdenkmal nach dem Hessischen Denkmalschutzgesetz.